# Charles Oberthür
Charles Oberthür (Rennes, 14 september 1845 - aldaar, 1 juni 1924) was een Frans drukker en amateur-entomoloog.

## Beroepsleven
Charles was de zoon van de drukker François-Charles Oberthür en hij werkte van zijn zestiende in de familiale drukkerij. Na de dood van zijn vader in 1893 leidden hij en zijn broer René het bedrijf. In 1909 werd het een naamloze vennootschap geleid door Charles. René, die zelf ook entomoloog was, volgde hem op na zijn dood in 1924.

## Entomoloog
Charles had als kind reeds belangstelling voor insecten. Op zijn negende begon hij ze te verzamelen. Hij bouwde een immense collectie uit, mede door de aankoop van collecties van bekende entomologen als Jean Baptiste Boisduval, Achille Guénée, Jean Guillemot en Henry Walter Bates. Op het einde van zijn leven telde zijn collectie vijf miljoen specimens en ze zou de tweede grootste privécollectie van de wereld geweest zijn.
Charles schreef de 21-delige Études d'entomologie (1876-1902) met 1.300 kleurenillustraties, en de 22-delige Études de lépidoptérologie comparée (1904-1924) met meer dan 5.000 afbeeldingen. Deze werken liet hij in zijn eigen drukkerij drukken.
Hij beschreef talrijke taxa, vooral van vlinders (Lepidoptera). Een aantal vlindersoorten is naar hem genoemd, waaronder Sphinx oberthueri,  Albuna oberthuri en Sena oberthueri.